# Lars Jacobi
Lars Jacobi, född 25 september 1810 i Haurida socken, död 2 januari 1870 i Mariefred, var en svensk veterinär och donator.
Lars Jacobi var son till hemmansägaren Johannes Jonsson. Efter skolgång i Eksjö var han 1830–1834 bokhållare på Gripenberg, där han också fick undervisning i lanthushållning. 
År 1840 avlade Jacobi veterinärexamen. Efter förordnanden som länsveterinär i Uppsala län och regementshästläkare vid Livgardet till häst tjänstgjorde han 1840–1865 som veterinär i Åkers och Selebo häraders distrikt; han tog avsked efter att ha insjuknat i cancer.
Sin aktningsvärda förmögenhet  donerade han till olika ändamål. 8 000 riksdaler avsattes till en fond, där räntan skulle gå som "bidrag för bildande och understöd af en ungefärligen efter Danskt mönster inrättad folkhögskola inom Selebo eller Åkers härader af Nyköpings län". Fonden, som skulle förvaltas av kyrko- och skolråden i Mariefred – Kärnbo, blev basen för skapandet av Gripsholms folkhögskola. 12 000 riksdaler tilldelades  Veterinärinstitutet i Stockholm som en stipendiefond för utlandsstudier.
Lars Jacobi är begravd på Mariefreds kyrkogård.